# Phaloria aleximia
Phaloria aleximia är en insektsart som beskrevs av Andrej Vasiljevitj Gorochov 2005. Phaloria aleximia ingår i släktet Phaloria och familjen syrsor. Inga underarter finns listade i Catalogue of Life.